# Берд
Берд (на арменски: Բերդ) е град, разположен в провинция Тавуш, Армения. Населението му през 2011 година е 7957 души.

## Население
- 1990 – 10 368 души
- 2001 – 8435 души
- 2009 – 8374 души
- 2011 – 7957 души